# Goudkeelbaardvogel
De goudkeelbaardvogel (Psilopogon franklinii synoniem: Megalaima franklinii) is een baardvogel die voorkomt van India en Indochina tot in Maleisië. Deze vogel is genoemd naar de Britse militair en natuuronderzoeker James Franklin (1783-1834). Hij was de jongere broer van de ontdekkingsreiziger John Franklin.

## Beschrijving
De goudkeelbaardvogel is 20,5-23,5 cm lang. Hij is -net als de andere Aziatische baardvogels- vrij plomp van bouw en overwegend groen gekleurd. Hij heeft een forse, donker gekleurde snavel met borstels aan de basis van de snavel. Er zijn vijf ondersoorten. De nominaat heeft een rood met gele kruin. Het rood zit als kleine vlek boven de snavel en achter op de kop. De wangen zijn grijs met een kleine donkere belijning bij het oog. Verder heeft de volwassen vogel een goudgele vlek op de kin. Mannetje en vrouwtje zijn uiterlijk gelijk, onvolwassen vogels zijn doffer gekleurd.

## Verspreiding en leefgebied
De goudkeelbaardvogel komt voor in het noordwesten van India, het westen en midden van Nepal, Myanmar, Laos, Vietnam, Thailand en het schiereiland Malakka. Het is een plaatselijk een algemene standvogel van hellingbos in middel- en hooggebergte van 900 tot 2100 m (in Myanmar) boven de zeespiegel.
De soort telt vier ondersoorten:
- M. f. franklinii: van de oostelijke Himalaya en noordoostelijk India tot zuidelijk China en noordelijk Vietnam.
- M. f. ramsayi: oostelijk en zuidoostelijk Myanmar en noordwestelijk Thailand.
- M. f. trangensis: zuidelijk Thailand.
- M. f. minor: westelijk Maleisië.

## Status
De goudkeelbaardvogel heeft een groot verspreidingsgebied en daardoor alleen al is de kans op uitsterven gering. De grootte van de populatie is niet gekwantificeerd. Er is geen aanleiding te veronderstellen dat de soort in aantal achteruit gaat. Om deze redenen staat deze baardvogel als niet bedreigd op de Rode Lijst van de IUCN.